# H.P. Mollerup
Hans Peter Martin Mollerup (17. juni 1866 i Ljørslev på Mors – 15. august 1929 på Frederiksberg) var en dansk præst, der i 1912 sammen med Kirsten Prip grundlagde Kirkens Korshær.
Mollerup blev student fra Odense Latinskole i 1885 og blev kandidat i teologi fra Københavns Universitet i 1892. Som nyuddannet blev han medhjælper ved Sankt Jakobs Kirke på Østerbro. Han var fra 1896 til 1900 sømandspræst i Kingston upon Hull i England, hvor han stiftede bekendtskab med organisationen Church Army, der er den engelske pendant til Kirkens Korshær. 
Tilbage i Danmark blev han i 1900 kapellan og fra 1905 sognepræst ved Frihavnskirken på Østerbro. Han var i 1895 medstifter af Blå Kors, og inspireret af Church Army i England stiftede han i 1912 Kirkens Korshær. Han var engageret i omsorgsarbejdet i Indre Mission, der hjalp mennesker, der kæmpede med fattigdom, hjemløshed og alkoholisme, og sad i bestyrelsen for Sømandsmissionen, Ruslandsmissionen og Københavns Kirkefond.
H.P. Mollerup er begravet på Vestre Kirkegård.